# Lactococcus lactis
Lactococcus lactis es una especie de bacteria no esporulante, no mótil, Gram-positiva usada extensamente en la producción de manteca y queso. L. lactis son cocos que se agrupan en pares y en cadenas cortas, con una longitud comprendida entre 0,5 a 1,5 µm. 
L. lactis es una bacteria con un metabolismo homofermentativo, y produce ácido L-(+)-láctico como subproducto metabólico a partir de diversos azúcares como la lactosa o la glucosa.  Asimismo, se ha descubierto que puede producir ácido D-(-)-láctico al ser cultivado en condiciones de pH bajo.  Esta habilidad para producir ácido láctico es una de las razones por las que L. lactis es uno de los microorganismos más importantes en la industria láctea.  L. lactis, debido a su extenso e histórico uso en la industria alimentaria, tiene un estatus GRAS (Generalmente reconocido como seguro, Generally Regarded as Safe).
Aparte de su uso en la producción de queso y productos lácteos, también se usa en la elaboración de encurtidos, cerveza, vino, algunos tipos de pan y otros alimentos fermentados, como el kéfir de soja, mantecas y otros.
L. lactis es una de las bacterias con bajo contenido GC mejor caracterizadas. Su genoma ha sido secuenciado y se tiene un extenso conocimiento de su metabolismo, genética y biodiversidad.
L. lactis se puede aislar a partir de material lácteo o productos vegetales.  Se cree que su presencia en material de origen lácteo proviene de una adaptación previa en materiales de origen vegetal, en un proceso durante el cual genes poco usados en un medio rico en nutrientes como la leche se perdieron o se silenciaron.  Este proceso, conocido como erosión genómica o evolución reductiva, se ha descrito en otras bacterias lácticas. Esta transición desde un entorno vegetal a otro lácteo ha sido reproducido en el laboratorio a partir de evolución experimental desde un aislado vegetal que fue cultivado en leche durante un periodo de tiempo prolongado.  Este resultado es consistente con estudios de genómica comparativa donde L. lactis pierde o silencia genes que no son de utilidad en la leche y en la sobreexpresión de genes relacionados con el transporte de péptidos.
Se han identificado varios cientos de ARNs pequeños en el genoma de la cepa L. lactis MG1363.  Uno de ellos, LLnc147, está involucrado en el transporte y metabolismo de azúcares.
Dan coloración anaranjada en medio de cultivo de agar en placa de Petri.

## Producción de queso
L. lactis subespecie lactis se usa en los estadios tempranos de la producción de los siguientes quesos: brie, camembert, cheddar, colby, gruyer, parmesano y roquefort.
El uso de L. lactis en la industria láctea es delicado por la contaminación. Bacteriófagos específicos de L. lactis, como P008, causan significativas pérdidas económicas cada año. Diversos estudios epidemiológicos mostraron que los fagos responsables de estas pérdidas son principalmente de las especies 936, c2 y P335.